# Amina Khoulani

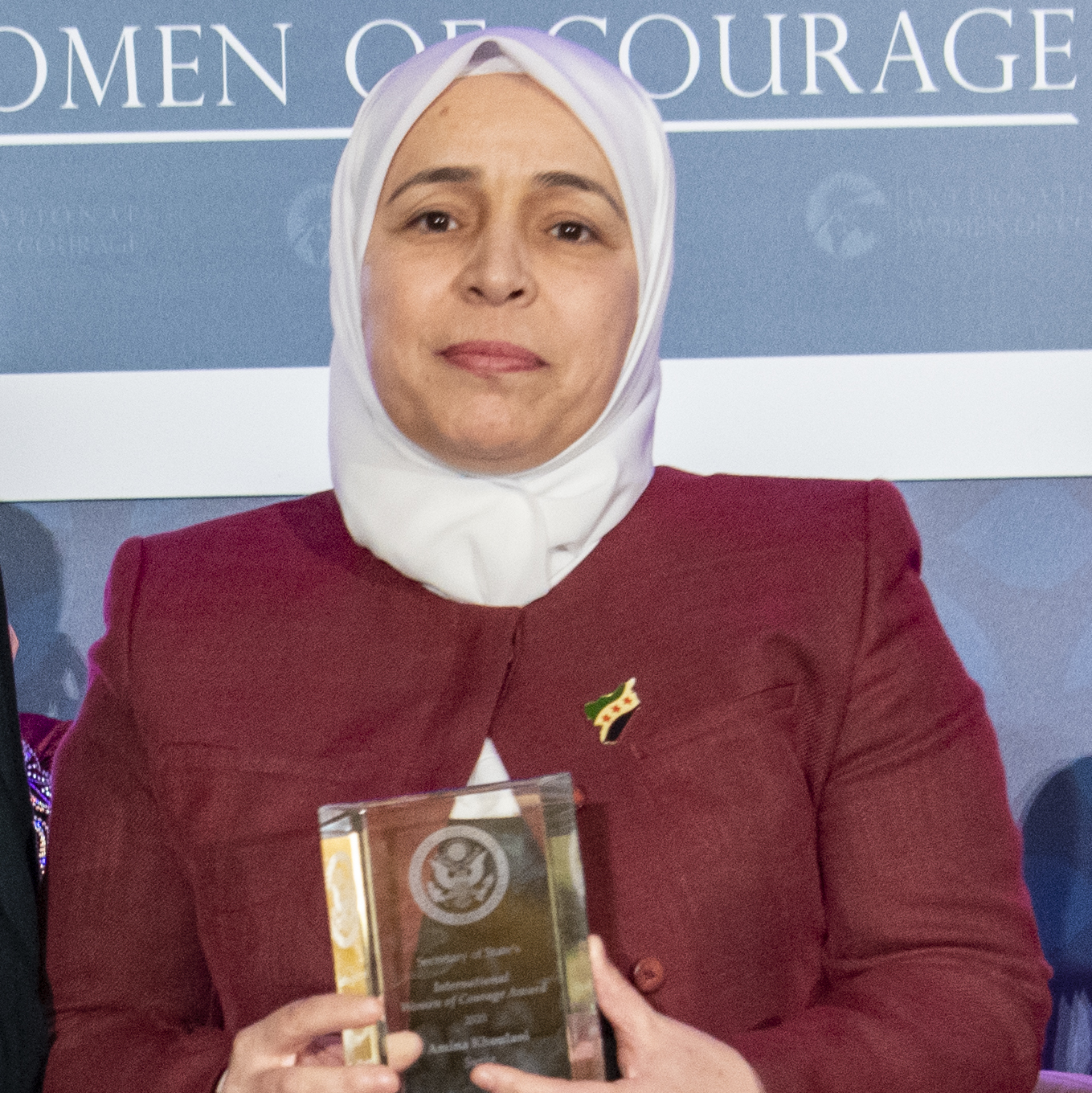
Amina Khoulani bei der Preisverleihung für den International Women of Courage Award 2020

Amina Khoulani (arabisch آمنة خولاني, DMG Āmina Ḫūlānī) ist eine syrische Menschenrechtsaktivistin, die 2020 für ihre Verdienste insbesondere im Bereich der Unterstützung von Angehörigen von Opfern des Assad-Regimes mit dem International Women of Courage Award ausgezeichnet wurde. Sie ist selbst betroffen von politischer Verfolgung unter Assad und war zeitweise inhaftiert. Ihr Ehemann war ebenfalls aus politischen Gründen Gefangener in dem berüchtigten Gefängnis Saidnaya, weitere Familienangehörige verloren in der Haft das Leben. 2014 floh Amina Khoulani aus Syrien nach Großbritannien und gründete in der Folge die Organisation Families for Freedom. Amina Khoulani trat mehrfach in Nachrichtensendungen, vor allem für den Sender Sky News auf.

## Verfolgung in Syrien
2001 macht Amina Khoulani die ersten Erfahrungen mit politischer Verfolgung. Sie hatte gemeinsam mit Freunden ein Kulturzentrum unter dem Namen Subul al-Salam (dt. Pfade zm Frieden) gegründet. Diese Institution wurde von den Behörden geschlossen und gegen die Beteiligten wurde ermittelt. Dennoch beteiligte sich Amina Khoulani an weiteren Aktionen und war etwa 2003 Teil einer Organisation, die unter anderem Schweigemärsche veranstalte und sich gegen Korruption starkmachte. Amina Khoulani wurde 2012 gemeinsam mit ihrer Familie aus ihrem Heimatort Darayya vertrieben. Diese Stadt wurde dafür bekannt, dass sie sich im syrischen Bürgerkrieg früh gegen das Assad Regime stellte. Zu diesem Zeitpunkt waren bereits zwei von Aminas Brüdern in Haft. Die Familie zog in das nahegelegene Mazzeh, wo sie aber weiteren Repressalien ausgesetzt war. So wurde in ihr Haus eingebrochen und zwei weitere Brüder von Amina Khoulani wurden verhaftet. Nachrichten über ihren Verbleib waren nur gegen Zahlungen von Bestechungsgeldern erhältlich. Später erfuhr Amina Khoulani, dass drei ihrer Brüder in der Haft zu Tode kamen. 2013 wurde sie selbst verhaftet, ebenso ihr Ehemann. Sie selbst blieb ein halbes Jahr in Haft, ihr Mann zweieinhalb Jahre.

## Flucht und Engagement von England aus
Amina Khoulani floh mit ihrer Familie aus Syrien nach Großbritannien und ließ sich in Manchester nieder. Sie widmet ihr Leben seither der Hilfe für Familien, deren Angehörige verschleppt wurden und der Unterstützung von Flüchtlingen aus Syrien. Sie ist Gründerin der Organisation Families for Freedom. Für diese Organisation sprach Amina Khoulani 2019 vor dem Sicherheitsrat der Vereinten Nationen und beschuldigte dabei die Vereinten Nationen des Versagens angesichts der vielen politischen Gefangenen und Verschleppten und Ermordeten in Syrien. 2020 wurde sie für ihr Engagement mit dem International Women of Courage Award ausgezeichnet, die Preisübergabe erfolgte durch den US-Außenminister Mike Pompeo und First Lady Melania Trump.